# MyAge
MyAge（マイエイジ）とは、40代後半〜50代女性向けに集英社が発行・発売している、健康と美の情報に特化した季刊誌の名称である
。「eclat」増刊号。

## 概要
MyAgeは、公式サイト「OurAge」（アワーエイジ）と連動して作られており、ハイブリッド型メディアをめざしている。雑誌とオンラインを同時に運営することで、情報のみならず、サービスや場も提供する。キャッチフレーズは“美&元気をあきらめない!”。異なるメディアを、統一のテーマのもと連携させ、同一編集部が運営するという、集英社の女性誌グループでも初の試みである
3月、6月、10月、1月の季刊で、それぞれ1日頃（1月発売号のみ10日）発売。また、サイマルでデジタル配信も行っている。 
MyAge 2014Spring号（2014　3月１日発売）‥‥表紙　桐島かれん　テーマ「もう一度、美人髪」「素敵な女医50人が自分のためにしていること」「血管が若返るレシピ」「取り戻せ！女性ホルモン」ほか
MyAge 2014Summer号（2014　6月2日発売）‥‥表紙　桐島かれん　テーマ「顔・体・心　すべてのたるみと戦う」「老眼とカッコよくつき合う！」「自分と相性のいい乳酸菌を探す」「脳トレBOOK」ほか
MyAgeの前身は2011年6月から年2回のムックとして刊行された「Aging Bible（エイジング・バイブル）」。エイジングNAVI本として刊行され、更年期、ダイエット、骨トレ、たるみ対策などのテーマが反響を呼んだ。